# Дагестанский областной комитет КПСС
Дагестанский областной (республиканский) комитет КПСС — центральный партийный орган, существовавший в Дагестане (Дагестанская область, Дагестанская АССР) с 4 сентября 1919 года по 6 ноября 1991 год.

## История
- Сформированный 16 февраля 1919 года подпольный обком был почти в полном составе арестован 13 мая 1919 года офицерами Горской республики.
- 4 сентября 1919 года сформирован Временный Дагестанский областной комитет-пред. Коркмасов РКП(б).
- В апреле 1920 Временный Дагестанский областной комитет РКП(б) преобразован во Временное Дагестанское областное бюро РКП(б)-пред. Коркмасов.
- В феврале 1921 года, в связи с образованием Дагестанской АССР, образован Дагестанский областной комитет РКП(б)- секр. Полешко.
- В декабре 1925 Дагестанский областной комитет РКП(б) переименован в Дагестанский областной комитет ВКП(б) - секр. Далгат.
- 13 октября 1952 года Дагестанский областной комитет ВКП(б) переименован в Дагестанский областной комитет КПСС- секр. Даниялов.
- В 1990 или 1991 Дагестанский областной комитет КПСС преобразован в Дагестанский республиканский комитет КП РСФСР (в составе КПСС) - Алиев.
- 23 августа 1991 года деятельность КП РСФСР приостановлена, а 6 ноября этого же года запрещена.

## Секретари

### Дагестанский подпольный областной комитет РКП(б)
- 16.02.1919 — 16.8.1919 Буйнакский, Уллубий Даниялович — кумык

### Временный Дагестанский областной комитет РКП(б)
- 04.09.1919 — 4.1920 председатель Коркмасов, Джелаледдин Асельдерович — кумык

### Временное Дагестанское областное бюро РКП(б)
- ? - 26.4.1920  председатель Коркмасов, Джелаледдин Асельдерович — кумык
- 26.04 — 06.12.1920 председатель Шеболдаев, Борис Петрович — русский
- 6.12.1920 - 5.1.1921 председатель Коробкин, Михаил Александрович — русский
- 5.1 - 16.2.1921 председатель Хавенсон, Александр Соломонович — еврей

### Дагестанский областной комитет РКП(б) — ВКП(б) — КПСС
- ? - 28.2.1921 ответственный секретарь Хавенсон, Александр Соломонович — еврей
- 12.3.1921 - 1922 ответственный секретарь Полешко, Георгий — украинец или русский[1]
- 1922 ответственный секретарь Алиев, Ибрагим Махмуд оглы — азербайджанец
- 1922 — 01.1923 ответственный секретарь Перимов, Алексей Викторович — русский
- 01.1923 — 02.1924 ответственный секретарь Рютин, Мартемьян Никитич — русский
- 02.1924 — 1924 — ответственный секретарь Кундухов, Мусса Азаматович — осетин
- 1924—1927 ответственный секретарь Далгат Магомед Алибекович — даргинец
- 1927—1928 ответственный секретарь Грановский, Моисей Лазаревич — еврей
- 1928 — 06.1931 ответственный секретарь Александр Муравьёв — русский
- 08.1931 — 03.1934 ответственный-первый секретарь Цехер, Арон Абрамович — еврей
- 03.1934 — 10.1937 первый секретарь Самурский (Эфендиев), Нажмутдин Панахович — лезгин
- 10.1937 — 01.1939 первый секретарь Сорокин, Максим Фёдорович — русский[1]
- 01.1939 — 27.09.1942 первый секретарь Линкун, Николай Иосифович — еврей или русский[1]
- 27.09.1942 — 03.12.1948 первый секретарь Алиев, Азиз Мамед Керимович — азербайджанец
- 3.12.1948 — 29.11.1967 первый секретарь Даниялов, Абдурахман Даниялович — аварец
- 29.11.1967 — 24.05.1983 первый секретарь Умаханов, Магомед-Салам Ильясович — даргинец
- 24.05.1983 — 06.03.1990 первый секретарь Юсупов, Магомед Юсупович — аварец
- 06.03.1990 — 23.08.1991 первый секретарь Алиев, Муху Гимбатович — аварец

## Округа Дагестана
С 25.06.1952 по 24.04.1953 проводился эксперимент по разделению на округа. В составе Дагестанской АССР были образованы:
- Буйнакский округ
- Дербенский округ

— 08.1952 — 04.1953 первый секретарь Омаров, Муса Сайдулаевич (1916–2002) — лезгин
- Избербашский округ

— 08.1952 — 04.1953 первый секретарь Умаханов, Магомед-Салам Ильясович — даргинец
- Махачкалинский округ

— 08.1952 — 04.1953 первый секретарь Адуков, Магомед Султанович — аварец